# Manor House (stanice metra v Londýně)
Manor House je stanice londýnského metra, otevřená 19. září 1932. Nachází se na lince:
- Piccadilly Line - mezi stanicemi Finsbury Park a Turnpike Lane V budoucnosti by tudy měla jezdit linka Victoria Line.

| Rok  | Počet cestujících |
| ---- | ----------------- |
| 2011 | 9,21 mil.         |
| 2012 | 9,23 mil.         |
| 2013 | 9,26 mil.         |
| 2014 | 9,39 mil.         |